# Kamienica przy ulicy Biskupiej 10 we Wrocławiu
Kamienica przy ulicy ul. Biskupia 10 – zabytkowa kamienica narożna o rodowodzie średniowiecznym znajdująca się przy ulicy Biskupiej i Wita Stwosza we Wrocławiu.

## Historia kamienicy
Pierwszy murowany budynek został wzniesiony na parceli w okresie średniowiecznym, w XIV wieku. Pierwotnie kamienica stanowiła część południowej pierzei ulicy Wita Stwosza i miała numer 17 a zachodnia elewacja wychodziła na bezimienną wówczas ulicę, w 1489 roku nazwaną ulicą Biskupią. Do 1564 roku budynek był powiększany kosztem gotyckich zabudowań zatylnych. W XVI i w XVII wieku kamienica była przebudowywana; z tego okresu pozostały renesansowe elementy konstrukcyjne. W XVIII wieku budynkowi nadano formy i wystrój barokowy: szczy ujęto w wolutowe spływy zasłaniające dach. Od pierwszej połowy XIX wieku, kamienica nazywana była "Stadt Rom" ("Rzym"). 

## Właściciele i użytkownicy kamienicy

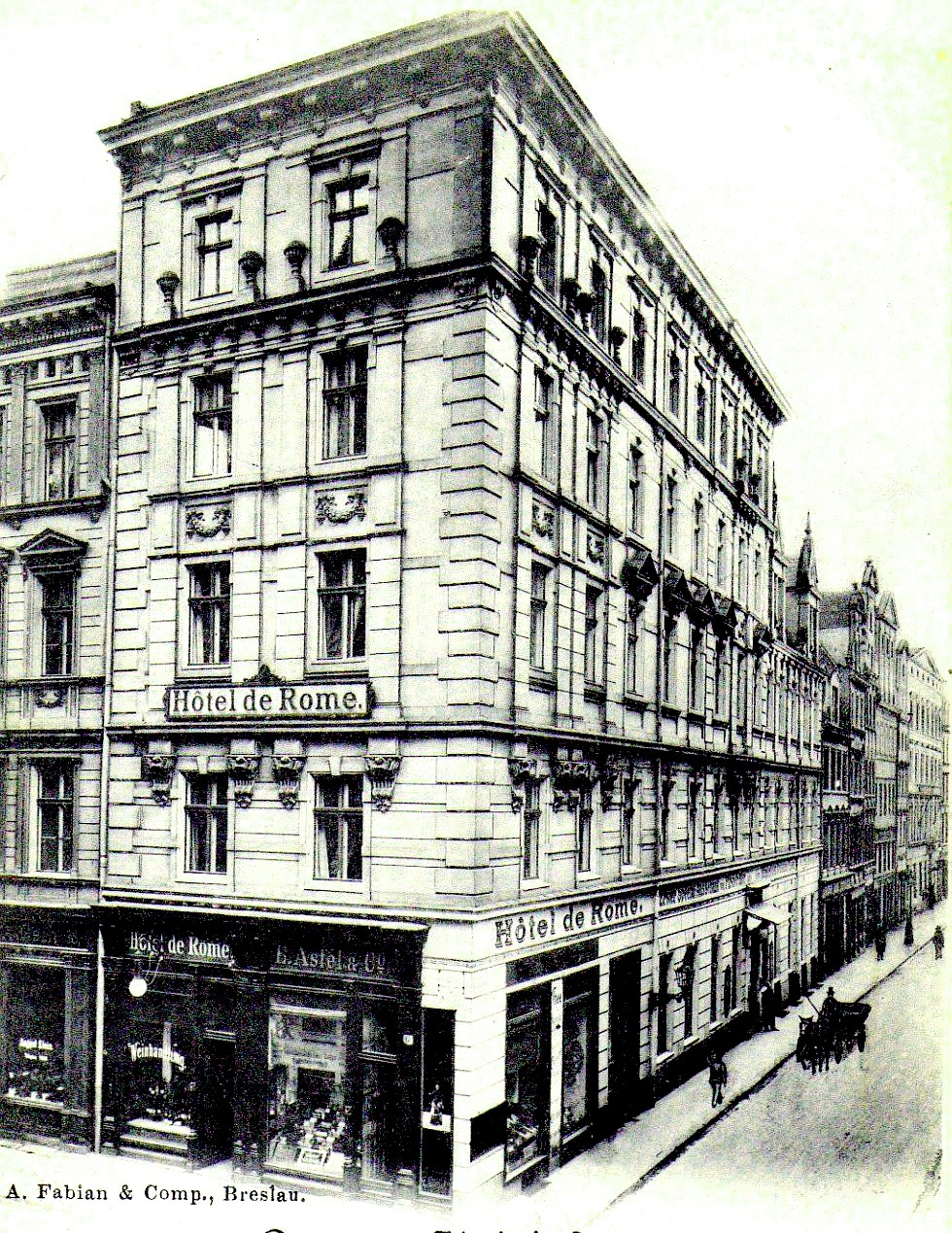
250pxKamienica w 1902 roku z widocznym szyldem hotelu i sklepu z herbatami "Astel & Co."

W 1839 roku właścicielem kamienicy był doktor filozofii i nauczyciel E.M. Hayn, który mieszkał w budynku. Wraz z nim, w kamienicy mieszkali wędliniarz F. Gobel i lekarz E. Deckart. W 1844 roku kamienicę zakupił lub odziedziczył August Heyn, będącym fabrykantem pasmanteryjnym. W tym okresie w budynku znajdował się zakład szklarski. Kolejnymi właścicielami byli : Scholz (1865-1867) oraz Linke w 1868 roku. W tym czasie w parter budynku został dostosowany do funkcji użytkowej, mieściły się w nim sklep płócienny i warsztat blacharski. Na wyższych kondygnacjach znajdowały się mieszkania do wynajęcia. W 1862 roku kamienicę nabył podporucznik Schneider oraz zamieszkał w nim hotelarz Astel, który w 1866 roku odkupił budynek.
W latach 1862–1863 budynek zmienił swoje funkcje. Za sprawą nowego właściciela Schneidera kamienica została przebudowana. Wybito nowe wejście od ulicy Biskupiej a większej części parteru urządzono restauracje. W pozostałej części od strony ulicy Stwosza otworzono piekarnie. Na pierwszym piętrze otworzono hotel o nazwie "Hotel de Roma", który od 1866 roku był hotelem garnizonowym. W 1868 roku hotel zajmował już I i II piętro a w 1870 również i trzecie. Część parterowa była wynajmowana przez zegarmistrza, kupca sprzedawcy cygar i restauratora. Parter zajmowała również spółka "Astel & Co." utworzona przez właściciela hotelu i sprzedająca herbaty. W 1899 roku budynek został zakupiony przez Georga Bergera. W 1901 roku dobudowano piątą kondygnację. W kamienicy znajdował się teraz hotel, na parterze otworzona została winiarnia i do 1907 roku funkcjonował sklep z herbatami. W 1908 roku na parterze znajdował się tylko fryzjer i sklep z cygarami. Kamienica a głównie hotel był zarejestrowany pod drugim adresem Biskupia 10a by od 1916 posługiwać się wyłącznie nowym adresem.         
W 1914 roku kamienicę nabył Herman Brand ale hotelem zarządzał nadal były właściciel Berger. W 1924 roku budynek został sprzedany żydowskiej spółce handlowej "Rosenfeld Co." Na parterze urządzono kilka mniejszych sklepików a hotel funkcjonował do wybuchu II wojny światowej. W 1934 roku, w wyniku konfiskaty mienia żydowskiego budynek przeszedł w ręce państwa niemieckiego.  

## Opis architektoniczny
Kamienica została wzniesiona na planie wydłużonego prostokąta. Jest budynkiem 5-kondygnacyjnym, a w części południowej 4-kondygnacyjnym, dwutraktowym o zróżnicowanych proporcjach pomieszczeń. Przy ścianie wschodniej znajduje się klatka schodowa. Tylni trakt w którym są schody jest węższy i pełni funkcję komunikacyjną. Budynek ma tynkowaną elewację, boniowaną w narożach do czwartej kondygnacji. Piętra oddzielone są poziomymi dwoma pasami; nad przyziemiem oraz pomiędzy I a II i IV a V kondygnacją znajduje się gzyms kordonowy. Ponad V kondygnacją, w strefie belkowania, znajduje się uproszczony fryz z pojedynczymi okienkami kondygnacji strychu. 
Od strony ulicy Wita Stwosza elewacja kamienicy jest dwuosiowa, symetryczna w części II i V kondygnacji i asymetryczna na parterze. Nad czwartą kondygnacją znajduje się gzyms wsparty na pseudowspornikach i modylionach. Okna na trzeciej i czwartej kondygnacji są ujęte w ediculowe obramienia. Osie elewacji flankowane są dwoma pilastrami wspartymi na dekoracyjnych konsolach. Pomiędzy II i III kondygnacją znajdują się płyciny podokienne z dekoracja roślinną a ponad trzecią kondygnacją znajduje się gzyms na modylionach zaakcentowanych guttami. 
Elewacja północna od strony ulicy Biskupiej jest 8- osiowa. W ósmej osi, jeszcze w 1998 roku znajdowały się ślady dawnego otworu drzwiowego otoczone pilastrami podtrzymującymi odcinek fryzu i uproszczonego belkowania. W latach 90. XX wieku przywrócono otwór wejściowy. Część południowa tej elewacji jest czterokondygnacyjna i 5-osiowa.     

## Po 1945
W 1970 roku kamienica przeszła na własność Dolnośląskiego Zakładu Doskonalenia Zawodowego we Wrocławiu. W 1971 roku budynek został wyremontowany i zmodernizowany. Kolejny remont miał miejsce w latach 1981-1990 według projektu Pracowni Usług Projektowych "Koncept". Wymieniono wówczas stolarkę na parterze, odnowiono wejście, wymieniono okna półskrzynkowe na okna wystawowe.  